# Tipula acudorsata
Tipula acudorsata är en tvåvingeart som beskrevs av Alexander 1970. Tipula acudorsata ingår i släktet Tipula och familjen storharkrankar. Inga underarter finns listade i Catalogue of Life.